# Borek (Hrubá Skála)
Borek je malá vesnice, část obce Hrubá Skála v okrese Semily. Nachází se asi dva kilometry jihovýchodně od Hrubé Skály. Prochází zde silnice I/35.
Borek leží v katastrálním území Hnanice pod Troskami o výměře 2,07 km².

## Historie
První písemná zmínka o vesnici pochází z roku 1543.

## Pamětihodnosti
Východně od vesničky, mezi Borkem a Rovenskem pod Troskami, se nachází přírodní památka Borecké skály. Jižně od Borku je zachovalý tok říčky Libuňky chráněn coby přírodní památka Libuňka.
Ve vsi se nachází Motomuzeum Borek pod Troskami. Je v něm vystavena sbírka motocyklů ze 30.-70. let 20. století ( technická památka).

## Galerie

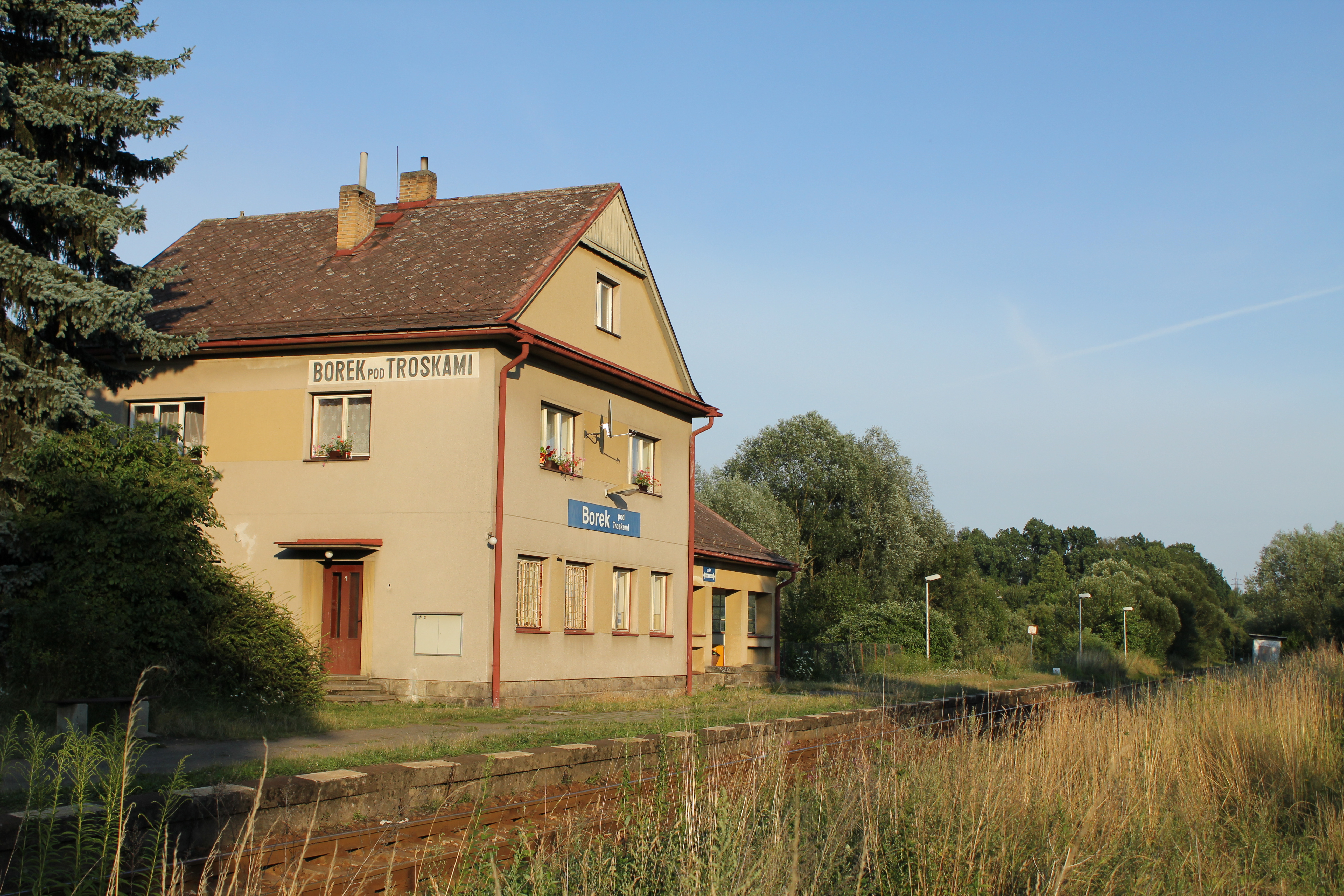
Železniční stanice Borek pod Troskami
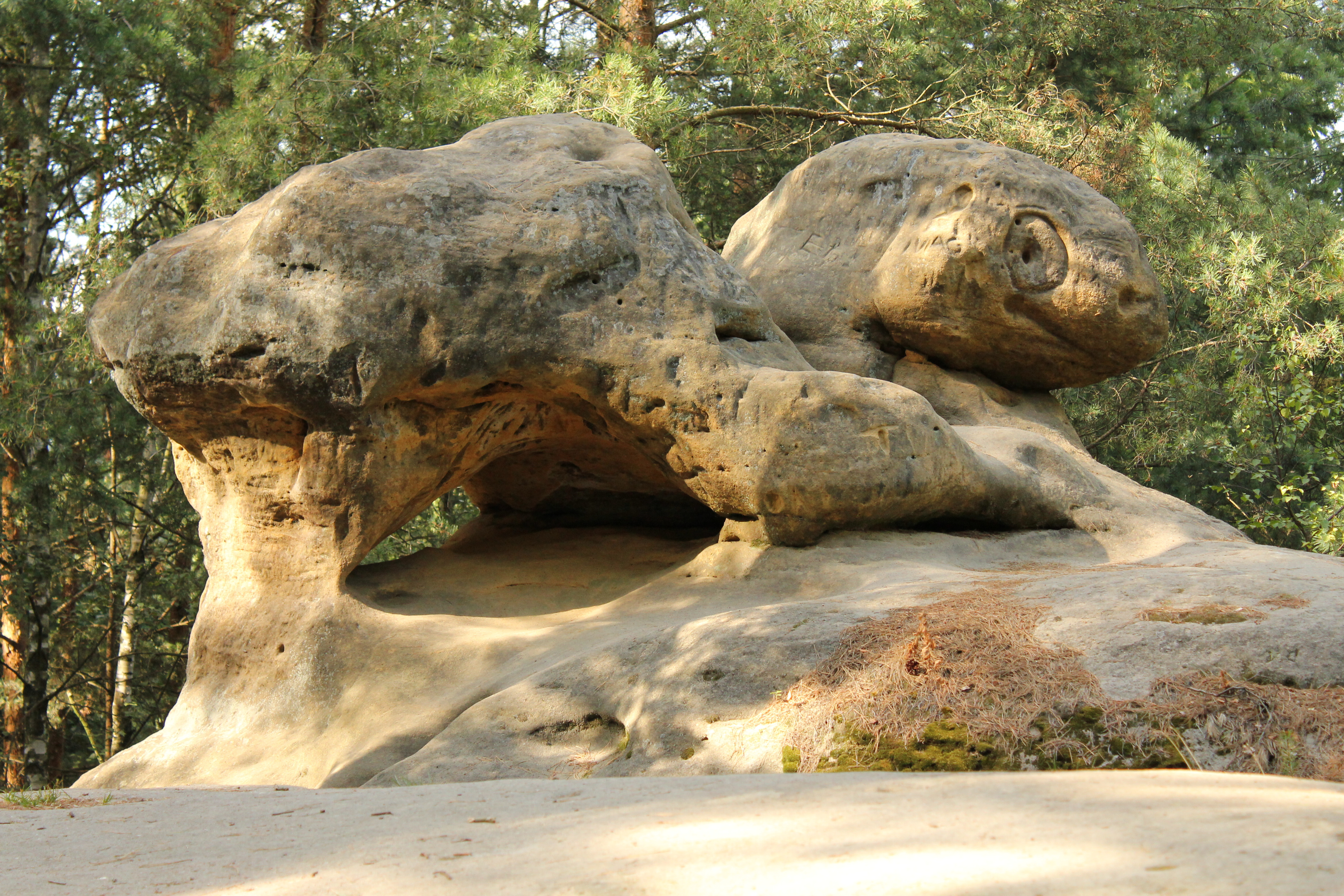
Skála Želva v Boreckých skalách